# Прусикин, Илья Владимирович
Илья́ Влади́мирович Пруси́кин (род. 8 апреля 1985, Усть-Борзя, Читинская область), также известен под псевдонимом Ильи́ч — российский музыкант, певец, музыкальный продюсер, видеоблогер, режиссёр и сценарист видеоклипов. Лидер и основатель панк-поп-рейв-группы Little Big.

## Биография
Родился 8 апреля 1985 года в селе Усть-Борзя Читинской области (сейчас — Забайкальский край). Вместе с родителями переехал в город Сосновый Бор, под Санкт-Петербургом в возрасте 11—12 лет.
В детстве начал писать музыку, занимался брейк-дансом и катался на скейтборде. Учился в детской музыкальной школе по классу фортепиано.
В 2001 году стал чемпионом сосновоборской школьной лиги «КВН».
В 2003 году «Ильич» (сценический псевдоним Ильи Прусикина) стал участником малоизвестной ню-метал-группы Тенкорр (Tenkorr). Творчество понравилось российской публике, было выпущено несколько пластинок. Также Прусикин имел опыт работы с группами Like A Virgin, St. Bastards и Construktorr.
Окончил психолого-педагогический факультет Санкт-Петербургского государственного института культуры.
В 2011 году начал сотрудничество с дочерним проектом российской fun-продакш студии «My Ducks Vision» Юрия Дегтярёва «Спасибо, Ева!», объединяющим видеоблогеров в партнёрскую сеть. Стилизованное под детскую передачу «Шоу Гаффи Гафа» (2011 год) и «Великая рэп-битва» (2012 год), в которой посредством речитатива сильные мира сего вступали друг с другом в конфронтацию, окажутся самыми рейтинговыми на платформе видео-группировки. Обе передачи обличали социальные проблемы общества и высмеивали пороки человечества.
В 2012 году Прусикин стал продюсером и по совместительству актёром интернет-ситкома «Полицейские будни». В киноленте «блогерского» производства снимались представители видеохостинга «YouTube»: Илья Мэддисон, участники рэп-коллектива «Хлеб», Сэм Никель. После третьего эпизода проект закрыли.
Спустя год с Эльдаром Джараховым создал творческое объединение «КликКлак». По заявлению создателей, аудитория «КликКлака» — это парни и девушки с активной жизненной позицией и хорошим чувством юмора. На странице канала публикуются шоу: «Дай леща», «Трэш лото», «Как скажешь», «Шокирующее караоке», «Разрушители экспериментов», «Сыграл в ящик», «Зашкварные истории», «Дикие рекорды», «Кажется, нащупал», «КликКлак шоу» и «Крысиные Бега».
В 2012 по 2013 год вместе с Игорем Эйтем выпускал шоу «Великая Рэп Битва» на сайте «„Спасибо“, Ева!», в котором они пародировали звёзд эстрады и устраивали между ними рэп-баттлы под бит.
В 2022 году выступил против вторжения России на Украину, а его проект Little Big выпустил антивоенный клип «Generation Cancellation». Кроме этого, основная часть коллектива, включая самого Прусикина, Софью Таюрскую и режиссёра Алину Пязок, покинула Россию и переехала в Лос-Анджелес, США. В интервью Meduza Илья Прусикин также сообщил, что покинул «КликКлак», так как считает, что после 24 февраля 2022 года производить подобный контент «стало просто невозможно». Из-за переезда в США концертный состав Little Big сократился до двух человек: самого Ильи и Софьи Таюрской.
27 января 2023 года Министерством юстиции России внесён в список физических лиц «иностранных агентов».

## Личная жизнь
По словам блогера Ильи Мэддисона был женат три или четыре раза.
Был женат на Ирине Смелой. 26 ноября 2017 года у них родился сын Добрыня. Расстались в 2019 году, 31 августа 2020 года пара официально объявила о разводе.
С августа 2020 года Илья Прусикин и Софья Таюрская находятся в отношениях, с 15 декабря 2022 года – в браке. В мае 2024 года пара объявила, что ждёт ребёнка, в сентябре у них родилась дочка Саша.

## Видеоклипы в составе «Little Big»
| Название                     | Дата выпуска     | Альбом                  |
| ---------------------------- | ---------------- | ----------------------- |
| «Hateful Love»               | 28 июня 2016     | Funeral Rave            |
| «Polyushko Polye»            | 17 октября 2016  | Funeral Rave            |
| «U can take»                 | 21 февраля 2017  | Сингл                   |
| «Rave on»                    | 31 марта 2017    | Сингл                   |
| «Faradenza»                  | 9 августа 2018   | Antipositive, Pt. 2     |
| «AK-47»                      | 21 сентября 2018 | Antipositive, Pt. 2     |
| «Skibidi»                    | 5 октября 2018   | Antipositive, Pt. 2     |
| «Skibidi» (romantic edition) | 18 марта 2019    | Live in St. Petersburg  |
| «I’m OK»                     | 14 июня 2019     | Сингл                   |
| «Rock-Paper-Scissors»        | 25 октября 2019  | Сингл                   |
| «Go bananas»                 | 15 ноября 2019   | Go Bananas              |
| «Uno»                        | 13 марта 2020    | Песня для «Евровидения» |
| «Hypnodancer»                | 8 мая 2020       | Сингл                   |
| «Tacos»                      | 14 августа 2020  | Сингл                   |
| «Suck My Dick 2020»          | 6 ноября 2020    | Сингл                   |
| «Sex Machine»                | 8 марта 2021     | Сингл                   |
| «EVERYBODY»                  | 4 июня 2021      | Covers                  |
| «MOUSTACHE»                  | 6 августа 2021   | Сингл                   |
| «TURN IT UP»                 | 2 сентября 2021  | Сингл                   |
| «GENERATION CANCELLATION»    | 24 июня 2022     | Сингл                   |
| «PENDEJO»                    | 12 апреля 2023   | Сингл                   |
| «IT HAPPENS»                 | 4 октября 2023   | Сингл                   |
| «HARDSTYLE FISH»             | 8 февраля 2024   | Сингл                   |
| «BOOBS»                      | 12 марта 2024    | Сингл                   |
| «Lobster Popstar»            | 2 мая 2024       | Lobster Popstar         |
| «HARDCORE AMERICAN COWBOY»   | 8 апреля 2025    | Сингл                   |

## Творчество

### Дискография

#### Tenkorr
- Demo-2004
- Моё последнее письмо
- Rock, Baby!
- Sex Police[28]

### Фильмография
Илья Прусикин был режиссёром 11 из 42 клипов в видеографии Little Big.
| Год  |    | Название                          | Роль          |
| ---- | -- | --------------------------------- | ------------- |
| 2012 | с  | Полицейские будни                 | Василий Котов |
| 2015 | с  | American russian                  | Ильич         |
| 2019 | с  | Туристическая полиция (серия № 8) | камео         |
| 2021 | мф | Зверокрекеры                      | Оуэн          |

### Участие в других проектах
- Летом 2019 года Илья «Ильич» Прусикин сыграл роль бомжа в музыкальном видеоклипе «Я не этот» (укр. «Я не цей») украинского комедийного проекта «Чоткий Паца». Этот клип — музыкальная пародия на песню «I’m OK» российской панк-поп-рэйв-группы Little Big[30], которую придумал сам Илья.

### Интервью
- Ильич (Little Big) – о Киркорове и худшем видео в истории (Youtube-канал «вДудь», интервью Юрию Дудю; 21 марта 2017)
- LITTLE BIG | успех Skibidi, коллаба с Киркоровым и рэп-баттл с Навальным (Youtube-канал «Осторожно: Собчак», интервью Ксении Собчак; 26 июня 2019)
- Little Big про распад группы, эмиграцию в США и Аллу Пугачёву (Youtube-канал «А поговорить?», интервью Ирине Шихман; 27 ноября 2022)